# Fenyőfői Ősfenyves Természetvédelmi Terület
Az ősfenyvesek Magyarországon a legutóbbi jégkorszak máig tartó interglaciális periódusában, a mainál hűvösebb éghajlatú fenyő-nyír korból visszamaradt, reliktum faj növénytársulások. A Fenyőfő község közelében fennmaradt homoki ősfenyvesre Kitaibel Pál hívta fel a figyelmet. Maga az „ősfenyves” tudományosan meg nem alapozott fogalom, amit jól jelez
- egyrészt, hogy a „Bódis-hegyi ősfenyves” valószínűleg nem természetes társulás, hanem a 18. században telepítették,
- másrészt, hogy nem nevezik ősfenyvesnek a Zala-könyökben (Saladiense flórajárás) fennmaradt, reliktum jellegű erdeifenyveseket.

Fentiek alapján valószínűsíthető, hogy „ős” fenyvesnek alapvetően az alapvetően eltérő jellegű növénytársulások között fennmaradt, kisebb fenyves erdőfoltokat nevezik.

## A fenyőfői homoki ősfenyves
A fenyőfői homoki ősfenyves Fenyőfő és Bakonyszentlászló között nő. Ez a homoki erdeifenyves (Festuco vaginatae-Pinetum sylvestris) növénytársulás egyetlen, magyarországi termőhelye.
Növénytársulástani leírása: 

### Megismerésének története
A Fenyőfő község közelében fejlődő erdei fenyvest sokáig telepített erdőnek hitték. Sokáig tartotta magát az a nézet, hogy a fenyőket a terület futóhomokjának megkötésére Ausztriából telepítették be. Kitaibel Pálnak 1799-ben  feltűnt az  őshonosnak tűnő erdei fenyves és a vele szinte egybeolvadt, a középhegység szívében megbújó homokpuszta gyep, azt valószínűsítette, hogy ez a homoki ősfenyves maradványfaj növénytársulás, de ezt bizonyítani csak a 20. század végén sikerült. 1954 óta kiemelten védett terület.

### Természeti viszonyai
A fenyőfői homokvidék a Bakonyalja részeként átmenet a Bakony hegyei és a melegebb kisalföldi tájak közé ékelődő Sokorói-dombság között. Jellegzetes síkság: felszínén a relatív szintkülönbség alig húsz méter. A homokon kevés szerves anyagot tartalmazó, felső szintjükön inkább savanyú kémhatású rozsdabarna erdőtalajok alakultak ki. A vastag homoktakaró miatt az erőteljes nyári párologtatás rendszerint úgy lesüllyeszti a talajvíz szintjét, hogy azt már a fák gyökerei sem érik el. A patakok (Hódos-ér, Bánya-ér, Cuha) rendszeresen kiszáradnak. A fenyves azért maradhatott fenn, mert az ilyen talajban annyira kevés tápanyag, hogy a tölgy és bükk nem él meg rajta.

## Növényföldrajzi jellemzői
Növényföldrajzilag a terület a Bakonyicum flóravidék Vesprimense flórajárásához tartozik; zonális növénytársulása a  cseres-tölgyes. Az erdeifenyves fő természeti értéke, hogy aljnövényzetében együtt nőnek az alföldi homokos, melegebb vidékekre (Eupannonicum flóravidék) jellemző és a hűvös, nedves hegyi élőhelyeket kedvelő lágyszárúak. Az Alföldre jellemző fajok:
- homoki ibolya (Viola rupestris),
- homoki kocsord (Peucedanum arenarium),
- homoki varjúháj (Sedum sartorianum),
- vitéz kosbor (Orchis militaris),
- homoki csenkesz (Festuca vaginata),
- homoki árvalányhaj (Stipa sabulosa).

Hegyvidéki fajok:
- körtike (Pyrola spp.)
- kis holdruta,
- fekete kökörcsin (Pulsatilla pratensis ssp. nigricans),
- kardos madársisak (Cephalanthera longifolia).

Két növénytársulástani asszociációját különítik el:
- homoki erdeifenyves,
- pusztai csenkeszes erdeifenyves.

### Állatvilága
Rovarvilágának két különlegessége az erdei fenyőhöz kötődő fenyves díszbogár (Chalcophora mariana) és a daliás cincér (Acanthocinus aedilis).

### A természetvédelmi terület
A 449 hektár területű Fenyőfői Ősfenyves Természetvédelmi Területet a Balaton-felvidéki Nemzeti Park Igazgatóság kezeli. A természetvédelmi terület szabadon látogatható. A Kitaibel Pál emlékére állított kopjafa a fenyőfák között áll.

## További ősfenyvesek Magyarországon
- Bódis-hegyi ősfenyves: valószínűleg nem igazi ősfenyves, hanem 18. századi telepítés. Részletesen lásd: Felsőgalla
- Écs község közelében (écsi ősfenyves): két erdőfolt a Pannonhalmi Tájvédelmi Körzetben, a Sokoró Csillag-hegy nevű dombján.